# Carl Gustaf Leczinsky
Carl Gustaf Leczinsky, född 7 december 1910 i Uppsala domkyrkoförsamling i Uppsala län, död 29 juli 1994 i Sigtuna församling i Stockholms län, var en svensk läkare.

## Biografi
Carl-Gustaf Leczinsky var son till regementsläkaren Carl Gabriel Leczinsky och Signe Blomquist. Han tog studentexamen i Uppsala 1930. Efter avlagd medicine kandidat-examen 1935 och medicine licentiat-examen vid Uppsala universitet 1942 hade han olika läkarförordnanden 1943–56. Han blev läkare vid Borås stads poliklinik för könssjukdomar 1956, var extra läkare vid hudavdelningen på Borås lasarett 1957–59 och överläkare vid kliniken för hud- och könssjukdomar där 1959–77. Leczinsky författade skrifter i dermatologi.
Leczinsky var flygläkare 1949 och 1952–53. Han var också bataljonsläkare och regementsläkare vid Älvsborgs regemente (I 15) i Borås 1956–59.

### Familj
Släktens stamfader på faderns sida var pukslagaren Jacob Leczinsky vid Livregementet till häst (född cirka 1680–död före 1739) från Livland i Östersjöprovinserna.
Carl-Gustaf Leczinsky var från 1939 till sin död gift med översättaren Ingegerd Leczinsky (1910–2009). Bland barnen märks dottern, journalisten Titti Nylander (född 1941). En dotterdotter är TV-journalisten Nike Nylander (född 1966). 
Carl-Gustaf Leczinsky och hans hustru Ingegerd är båda gravsatta på Sigtuna kyrkogård.